# Kraftwerk Älvkarleby
Das Kraftwerk Älvkarleby ist ein Laufwasserkraftwerk in der Ortschaft Älvkarleby, Provinz Uppsala län, Schweden, das den Dalälven aufstaut. Rund acht Kilometer flussabwärts mündet der Dalälven in die Ostsee.
Das Kraftwerk ging 1915 in Betrieb. Es ist im Besitz von Vattenfall und wird auch von Vattenfall betrieben.

## Absperrbauwerk
Das Absperrbauwerk besteht aus einer Gewichtsstaumauer aus Beton. Die Wehranlage mit der Hochwasserentlastung befindet sich ca. 300 m flussaufwärts vom Kraftwerk.

## Kraftwerk
Das Kraftwerk Älvkarleby verfügt mit fünf Francis- und einer Kaplan-Turbine über eine installierte Leistung von 125 MW. Die durchschnittliche Jahreserzeugung liegt bei 510 Mio. kWh. Die Fallhöhe beträgt 23 m. Der maximale Durchfluss liegt bei 420 m³/s.
Das Kraftwerk und die Staumauer wurden von 1988 bis 1991 erneuert; darüber hinaus wurde eine zusätzliche Kaplan-Turbine installiert, womit die installierte Leistung von den ursprünglichen 70 auf 125 MW gesteigert wurde.